# Kyptoceras
Kyptoceras amatorum
Genre
Espèce
Kyptoceras est un genre fossile de mammifères placentaires artiodactyles de la famille des Protoceratidae. On ne connaît qu'une espèce, nommée Kyptoceras amatorum, qui a vécu en Amérique du Nord au cours du Miocène et du Pliocène, il y a entre 23,03 et 3,6 millions d'années.

## Description
Kyptoceras était un artiodactyle assez semblable à un cervidé ou aux Antilocapridae bien qu'apparenté à la famille des Camelidae. Il portait une paire de cornes appelées ossicones sur les orbites et une corne fendue en forme de « Y » sur le rostre. Il possédait des pattes relativement courtes, avec quatre doigts fonctionnels sur la patte antérieure et deux sur les pattes postérieures. Kyptoceras amatorum est le Protocératidae le plus jeune. 
Il partage plusieurs caractéristiques dérivées avec une autre espèce, Synthetoceras tricornatus : sa grande taille, sa dentition plus hypsodonte, ses os occipitaux aux « selles » condulaires élaborées, ses cornes à section subcirculaire et un orifice dorsal derrière la corne rostrale presque (ou, dans le cas de Kyptoceras amatorum, complètement) fermé. Cependant les cornes de Kyptoceras le distingue fortement de Synthoceras. Les « cornes » de Kyptoceras amatorum (comme chez tous les Synthetoceratidae) sont en réalité les parties élargies des os maxillaires et frontaux du crâne, transformées en protubérances cornéennes. Contrairement aux vraies cornes, recouvertes de gaines kératiniques, les ossicônes de Kyptoceras amatorum et d'autres membres de cette famille étaient recouverts d'une peau épaisse. Ces structures sont fortement texturées et parcourues de sillons vasculaires qui servaient de passage aux vaisseaux sanguins que l'on retrouve de nos jours cela chez les girafes et les okapis. 

Aire de répartition supposée de Kyptoceras.

Les dents de Kyptoceras amatorum sont les plus les plus hautes et couronnées de tous les protocératides. Les molaires supérieures se caractérisent par l'absence de cingulum lingual. Les molaires inférieures sont semblables aux molaires inférieures de Synthetoceras tricornatus (à l'exception de leur couronne plus haute) : la paroi labiale est plate et dépourvue de stylets.

## Répartition
Kyptoceras vivait en Amérique du Nord dans le Sud-Est des États-Unis. Ses fossiles ont été retrouvés dans les États de la Floride et de la Caroline du Nord.